# Drážďanský kodex

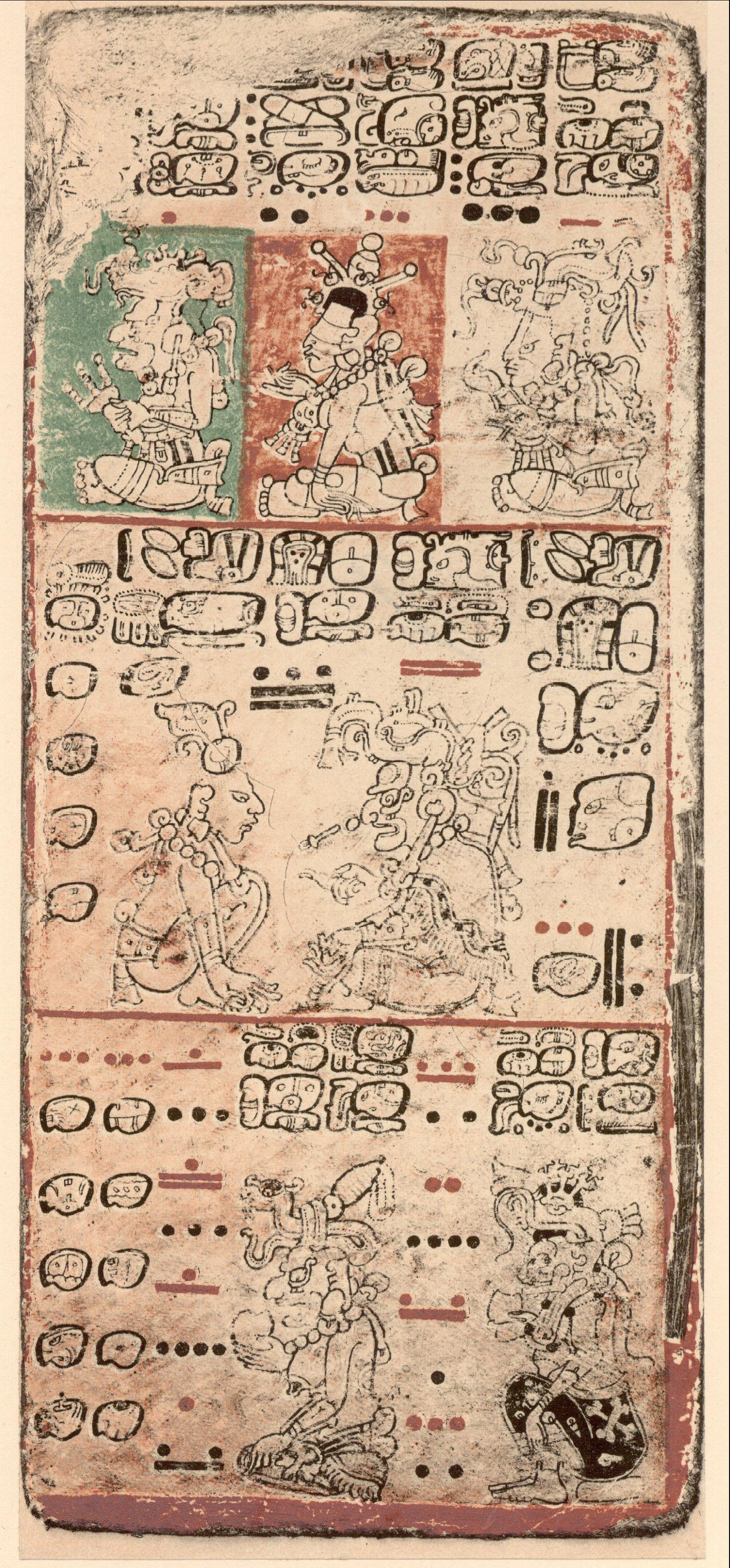
Strana 9

Drážďanský kodex (Codex Dresdensis) je umělý název pro literární dílo předkolumbovské Ameriky, uložené od roku 1739 v Drážďanech. Jedná se o jedno ze tří dochovaných literárních leporel (Drážďanský kodex, Madridský kodex a Pařížský kodex), zapsaných v mayském hieroglyfickém jazyce ještě v předkolumbovské éře. Všechny tři dochované kodexy jsou pojmenovány podle místa, kde jsou uloženy. Pravost čtvrtého, Codex Grolier, není v akademickém světě uznávána.

## Vzhled a obsah kodexu
Kodex je vyroben z vnitřní vrstvy kůry fíkovníku a je napsán mayskými hieroglyfy na 74 stranách s bohatými dekoracemi. Listy jsou popsány z obou stran a původně byly spojeny do jednoho celku 3,56 metru dlouhého. Kodex vytvořilo nejméně osm písařů, z nichž každý měl svůj vlastní styl psaní a téma. Původní rozsah byl větší, ale dílo bylo poničeno po bombardování Drážďan na konci druhé světové války.
Obsahuje přesné astronomické tabulky pro výpočet lunárních cyklů a pohyb Venuše. Kodex dále obsahuje astrologické tabulky, 260denní rituální kalendář s význačnými dny a popis mayské novoroční oslavy.

## Historie a význam kodexu
Do Drážďan se kodex dostal pomocí Johanna Christiana Götzeho, tehdejšího ředitele Drážďanské Královské knihovny, který koupil kodex ve Vídni od neznámého majitele v roce 1739. Jak se kodex dostal do Vídně není známé. Muzeu ho Götze předal v roce 1744. Veřejnosti byl však poprvé odhalen až o 104 let později v roce 1848.
Kodex následně sehrál zásadní roli při rozluštění mayského písma. Knihovník Ernst Wilhelm Förstemann během příprav publikování první úplné faksimile kodexu (roku 1880) rozluštil kalendářní část textu, včetně mayských číslic. V 50. letech odhalil podstatu mayského písma ruský odborník Jurij Knorozov (Rusové totiž ukořistili Drážďanský kodex po dobytí Drážďan sovětskou armádou), když zjistil, že mayské písmo je logosylabické. Přestože byl jeho objev zpočátku odmítán, způsobil nakonec revoluci v chápání historie Mayů a přispěl k porozumění obsahu textů.